# The Cabaret
The Cabaret (o Cabaret) è un film muto del 1918 diretto da Harley Knoles.

## Trama
Helene vive danzando in un cabaret del Greenwich Village accompagnata dalla musica del violino di suo nonno. Quando il vecchio violinista muore, Helene viene licenziata. Trova lavoro presso alcuni pittori come modella. I quattro artisti, Jaffrey Darrel, Ned Lorrimer, Dick Turner e Stanley Sargent, rimangono tutti stregati dalla sua bellezza tanto che uno di loro, Ned, rovina con la sua gelosia l'amicizia e l'armonia che regnava tra di loro. Helene se ne va via, tentando la carriera teatrale. Il suo successo la porta a diventare una stella del palcoscenico. I quattro pittori, nel frattempo, hanno - tutti tranne Jaffrey - raggiunto la notorietà. Helene viene a sapere che Jaffrey non ha voluto piegarsi al mercantilismo dell'ambiente artistico e ha pagato con il fallimento il suo rigore. La donna, allora, va a trovarlo e accetta di sposarlo.

## Produzione
Il film, che in origine avrebbe dovuto intitolarsi Helene, venne girato a Fort Lee, prodotto dalla World Film.

## Distribuzione
Il copyright del film, richiesto dalla World Film Corp., fu registrato l'8 giugno 1918 con il numero LU12531.
Distribuito dalla World Film, il film uscì nelle sale cinematografiche statunitensi il 10 giugno 1918.